# SC Paderborn 07
Sport-Club Paderborn 07 e.V., znany jako SC Paderborn 07 lub SC Paderborn – niemiecki klub piłkarski z siedzibą w Paderbornie (kraj związkowy: Nadrenia Północna-Westfalia). Obecnie gra w 2. Bundeslidze.

## Historia
Sport-Club Paderborn 07 e.V. został założony w 1907 roku jako SV 07 Neuhaus, by w późniejszym okresie występować jako TuS 1910 Sennelager oraz TuS Schloss Neuhaus. W 1985 roku w wyniku fuzji zespołów 1.FC Paderborn i TuS Schloß Neuhaus nowo powstały zespół został nazwany TuS Paderborn-Neuhaus, a w roku 1997 zmienł nazwę na SC Paderborn 07 e.V.
W maju 2014 drużyna pod nową nazwą SC Paderborn 07 po raz pierwszy w swojej historii zdołała awansować do Bundesligi. Jednakże spadli z niej po jednym sezonie. Następny sezon również zakończyli na ostatniej pozycji i spadli do 3. Ligi. Po zakończeniu sezonu 2016/2017 klub po raz trzeci z rzędu w trzech różnych ligach zakończył rozgrywki na pozycji 18., jednak udało im się uniknąć kolejnego spadku, z powodu nieotrzymania licencji na grę w 3. Lidze zespołu TSV 1860 Monachium. W kolejnym sezonie klub wywalczył awans do 2. Bundesligi, a w sezonie 2019/2020 powrócił do Bundesligi. W 2020 roku spadł do 2. Bundesligi.

## Historia herbu

1.FC Paderborn
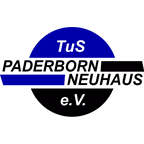
1985-1997
1997-2018
Od stycznia 2018

## Stadion
Drużyna rozgrywa mecze na obiekcie Benteler-Arena (nazwa od 2012). W latach 2008–2009 stadion nosił nazwę paragon arena, w latach 2009–2012 Energieteam Arena. Przy stadionie oddano do dyspozycji kibiców 2.842 miejsca do parkowania samochodów oraz 2.000 miejsc dla rowerów.

## Sukcesy
- Awans do Bundesligi: 2014, 2019
- Awans do 2. Bundesligi: 1982 (jako TuS Schloß Neuhaus), 2005, 2009, 2018

## Sezony (w XXI wieku)
| Sezon     | Liga                        | Poziom | Miejsce w lidze | Uwagi             |
| --------- | --------------------------- | ------ | --------------- | ----------------- |
| 1999/2000 | Regionalliga (West/Südwest) | III    | 13              |                   |
| 2000/2001 | Oberliga (Westfalen)        | IV     | 1               |                   |
| 2001/2002 | Regionalliga (Nord)         | III    | 14              |                   |
| 2002/2003 | Regionalliga (Nord)         | III    | 8               |                   |
| 2003/2004 | Regionalliga (Nord)         | III    | 3               |                   |
| 2004/2005 | Regionalliga (Nord)         | III    | 2               |                   |
| 2005/2006 | 2. Bundesliga               | II     | 9               |                   |
| 2006/2007 | 2. Bundesliga               | II     | 11              |                   |
| 2007/2008 | 2. Bundesliga               | II     | 17              |                   |
| 2008/2009 | 3 liga                      | III    | 3               | awans po barażach |
| 2009/2010 | 2. Bundesliga               | II     | 5               |                   |
| 2010/2011 | 2. Bundesliga               | II     | 12              |                   |
| 2011/2012 | 2. Bundesliga               | II     | 5               |                   |
| 2012/2013 | 2. Bundesliga               | II     | 12              |                   |
| 2013/2014 | 2. Bundesliga               | II     | 2               |                   |
| 2014/2015 | Bundesliga                  | I      | 18              |                   |
| 2015/2016 | 2. Bundesliga               | II     | 18              |                   |
| 2016/2017 | 3 liga                      | III    | 18              | [ 3 ]             |
| 2017/2018 | 3 liga                      | III    | 2               |                   |
| 2018/2019 | 2. Bundesliga               | II     | 2               |                   |
| 2019/2020 | Bundesliga                  | I      | 18              |                   |
| 2020/2021 | 2. Bundesliga               | II     | 9               |                   |
| 2021/2022 | 2. Bundesliga               | II     | 7               |                   |
| 2022/2023 | 2. Bundesliga               | II     | 6               |                   |
| 2023/2024 | 2. Bundesliga               | II     | 7               |                   |
| 2024/2025 | 2. Bundesliga               | II     | 4               |                   |

## Zawodnicy

### Obecny skład
Stan na 31 sierpnia 2021 r.
| Nr | Poz. | Piłkarz                                          |
| -- | ---- | ------------------------------------------------ |
| 1  | BR   | Moritz Schulze                                   |
| 2  | OB   | Uwe Hünemeier                                    |
| 3  | OB   | Frederic Ananou                                  |
| 4  | OB   | Jasper van der Werff (Wypożyczony z RB Salzburg) |
| 5  | PO   | Marcel Mehlem                                    |
| 6  | PO   | Marco Schuster                                   |
| 7  | NA   | Prince Osei Owusu                                |
| 8  | PO   | Ron Schallenberg (Kapitan)                       |
| 9  | PO   | Kai Pröger                                       |
| 10 | PO   | Julian Justvan                                   |
| 11 | NA   | Sven Michel                                      |
| 12 | OB   | Jesse Tugbenyo                                   |
| 13 | OB   | Robin Yalcin                                     |
| 14 | PO   | Kelvin Ofori                                     |
| 16 | PO   | Johannes Dörfler                                 |
| 17 | BR   | Leopold Zingerle                                 |

| Nr | Poz. | Piłkarz                                       |
| -- | ---- | --------------------------------------------- |
| 18 | NA   | Dennis Srbeny                                 |
| 19 | NA   | John Iredale                                  |
| 20 | PO   | Pascal Steinwender                            |
| 21 | BR   | Jannik Huth                                   |
| 22 | PO   | Marco Stiepermann                             |
| 23 | PO   | Maximilian Thalhammer                         |
| 24 | OB   | Jannis Heuer                                  |
| 25 | OB   | Marcel Correia                                |
| 27 | NA   | Marvin Çuni (Wypożyczony z Bayernu Monachium) |
| 28 | OB   | Jonas Carls                                   |
| 29 | OB   | Jamilu Collins                                |
| 30 | PO   | Luca Marseiler                                |
| 35 | PO   | Fabrice Hartmann (Wypożyczony z RB Lipsk)     |
| 36 | NA   | Felix Platte                                  |
| 38 | PO   | Adrian Oeynhausen                             |
| 40 | OB   | Justus Henke                                  |

| Aktualni | Byli |
| --- | --- |
| - Laurent Jans - Mohamed Dräger - Jamilu Collins - Samúel Kári Friðjónsson - Klaus Gjasula - Christopher Antwi-Adjej - Sebastian Vasiliadis - Luca Kilian (U-21) - Dennis Jastrzembski (U-20) | - Paweł Doczew - Esele Bakasu - Patrick Owomoyela - Jörg Schwanke - Dimitrijus Guscinas - Cyrille Bella - Ali Ibrahim Pele - Joakim Compaigne Ntsika - Zsolt Petry - Borislav Tomoski - Jukka Raitala - Alban Meha - Georgi Donkow - Rachid Djebaili - Stephan Loboué - Danijel Štefulj - Mehmet Dragusha - Andrew Sinkala - Dawit Siradze - Dragan Bogavac - Albert Bunjaku - Marcel Ndjeng - Markus Palionis - Adrian Gryszkiewicz (U-20) |